# Gleichenia impressa
Gleichenia impressa là một loài dương xỉ trong họ Gleicheniaceae. Loài này được Parris mô tả khoa học đầu tiên năm 1982.
Danh pháp khoa học của loài này chưa được làm sáng tỏ. 